# Augochlora seitzi
Augochlora seitzi là một loài Hymenoptera trong họ Halictidae. Loài này được Cockerell mô tả khoa học năm 1929.